# Souris à papa
 (juillet 2019).
Si vous disposez d'ouvrages ou d'articles de référence ou si vous connaissez des sites web de qualité traitant du thème abordé ici, merci de compléter l'article en donnant les références utiles à sa vérifiabilité et en les liant à la section « Notes et références ».
Pour plus de détails, voir Fiche technique et Distribution.
Souris à papa (A Mouse Divided) est un court métrage d'animation de la série des Merrie Melodies réalisé par Friz Freleng, mettant en scène que Grosminet et sorti en 1953.

## Fiche technique
- Patrick Préjean : Grosminet
- Marie-Charlotte Leclaire
- Jean-Loup Horwitz
- Bernard Métraux : Annonceur